# Хангдарыма
Хангдары́ма — река в Якутии (Россия), правый приток реки Синей.

## Общая информация
Река берёт начало на Приленском плато в восточной части Среднесибирского плоскогорья на высоте более 298 м над уровнем моря. Русло реки описывает дугу: в верховьях течёт на запад, далее последовательно поворачивает на северо-запад, на север, северо-восток и на восток. Протекает преимущественно по лиственничной тайге. В среднем течении образует административную границу между Горным и Верхневилюйским улусами Якутии. В нижнем течении меандрирует. Впадает в Синюю в 365 км от её устья по правому берегу, ниже впадения в Синюю реки Мекеле, на высоте менее 189 м над уровнем моря. Ширина в нижнем течении — 18 м при глубине 0,5 м. 
Длина реки составляет 175 км, площадь водосборного бассейна — 2000 км². Населённых пунктов на реке нет. Замерзает со второй половины октября по вторую половину мая.
Притоки длиной 20 км и более:
- Левые: Харыя-Юрях, Нир-Юряге, Табалыр-Баса
- Правые: -

## Данные водного реестра
По данным государственного водного реестра России и геоинформационной системы водохозяйственного районирования территории РФ, подготовленной Федеральным агентством водных ресурсов:
- Бассейновый округ — Ленский
- Речной бассейн — Лена
- Речной подбассейн — Лена между впадением Олёкмы и Алдана
- Водохозяйственный участок — Лена от устья Олёкмы до водомерного поста посёлка Покровск.
- Код водного объекта — 18030500112117200033631